# Zestawienie zmian w kapitale (funduszu) własnym
Zestawienie zmian w kapitale (funduszu) własnym – jeden z elementów sprawozdania finansowego.
Zestawienie zmian sporządzane jest przez jednostki podlegające corocznemu badaniu przez biegłego rewidenta:
1. banki, zakłady ubezpieczeń
2. podmioty działające w oparciu o przepisy o obrocie papierami wartościowymi, przepisy o funduszach inwestycyjnych, przepisy o organizacji i funkcjonowaniu funduszy emerytalnych
3. spółki akcyjne
4. pozostałe podmioty, które w poprzednim roku obrotowym spełniły jeden z dwóch warunków:

- średnioroczne zatrudnienie w przeliczeniu na pełne etaty osiągnęło co najmniej 50 osób
- suma aktywów bilansu na koniec roku obrotowego osiągnęła równowartość w walucie polskiej co najmniej 2,5 mln euro
- przychody netto ze sprzedaży towarów i produktów oraz operacji finansowych za rok obrotowy osiągnęły równowartość w walucie polskiej co najmniej 5 mln euro.

## Cel sprawozdania
Sprawozdanie przedstawia zmiany w strukturze elementów, które składają się na kapitał własny oraz kierunek i skutki tych zmian, dostarcza informacji o sytuacji finansowej podmiotu gospodarczego. Prezentuje zmiany w zysku i stracie, źródłach finansowania kapitałami własnymi jednostki i ich przyczyny, przychodach i kosztach bezpośrednio związanych z kapitałem zakładowym.

## Schemat uproszczony sprawozdania
I. Kapitał (fundusz) własny na początek okresu (BO).
- korekty błędów podstawowych
- zmiany przyjętych zasad (polityki rachunkowości)

I.A. Kapitał (fundusz) własny na początek okresu po korektach.
1. Kapitał (fundusz) podstawowy na początek okresu
2. Należne wpłaty na kapitał (fundusz) podstawowy na początek okresu
3. Udziały (akcje) własne na początek okresu
4. Kapitał (fundusz) zapasowy na początek okresu
5. Kapitał (fundusz) z aktualizacji wyceny na początek okresu
6. Pozostałe kapitały (fundusz) rezerwowe na koniec okresu
7. Zysk (strata) z lat ubiegłych na początek okresu
8. Wynik netto

II. Kapitał (fundusz) własny na koniec okresu.
III. Kapitał (fundusz) własny, po uwzględnieniu proponowanego podziału zysku (pokrycia straty).